# Untergammenried
Untergammenried ist ein Ortsteil der oberschwäbischen Stadt Bad Wörishofen im Landkreis Unterallgäu.

## Lage
Das Dorf liegt etwa zweieinhalb Kilometer südlich der Stadt und ist über eine Gemeindestraße mit dieser verbunden.

## Geschichte
Erstmals erwähnt wurde der Ort im Jahre 1323. Bis zur Säkularisation gehörte er zur Herrschaft Wörishofen, die dem Katharinenkloster zu Augsburg gehörte. Im Jahre 1864 bestand die Siedlung aus drei Höfen mit 27 Einwohnern. Unter- und Obergammenried gehörten bereits im 19. Jahrhundert zu Wörishofen.

## Sehenswürdigkeiten
Der Ort ist durch die aus der Rokokozeit stammende Wallfahrtskirche St. Rasso bekannt.
Siehe auch: Liste der Baudenkmäler in Untergammenried